# 宋承民
宋承民（：／ Song Seung-min */?，1992年1月11日—）是韓國的職業足球運動員，司職前鋒，現時被經典K聯賽浦項製鐵外借至尚州尚武。

## 生涯
宋承民2014年被光州FC選中，在經典K聯賽賽季陣容中。

## 外部連結
- 宋承民在 kleague.com上的出场纪录（韓語）